# Top Sergeant Mulligan (film 1941)
Top Sergeant Mulligan è un film del 1941.

## Altri film
Esiste un'altra pellicola con lo stesso titolo datata 1928 Top Sergeant Mulligan.